# Buddy Robinson
Charles „Buddy“ Robinson (* 30. September 1991 in Bellmawr, New Jersey) ist ein US-amerikanischer Eishockeyspieler, der seit September 2023 beim HK Traktor Tscheljabinsk aus der Kontinentalen Hockey-Liga (KHL) unter Vertrag steht und dort auf der Position des rechten Flügelstürmers spielt. Zuvor war Robinson unter anderem für die Ottawa Senators, Calgary Flames, Anaheim Ducks und Chicago Blackhawks in der National Hockey League (NHL) aktiv. Sein Bruder Eric ist ebenfalls professioneller Eishockeyspieler.

## Karriere
Robinson, der im US-Bundesstaat New Jersey geboren wurde, verbrachte den Beginn seiner Juniorenkarriere in den unterklassigen Juniorenliga der kanadischen Provinz Ontario. Ab dem Sommer 2011 besuchte er für zwei Jahre die Lake Superior State University, wo er während seines Studiums für das Eishockeyteam der Universität in der Central Collegiate Hockey Association (CCHA), einer Division im Spielbetrieb der National Collegiate Athletic Association (NCAA) aktiv war.
Nach Abschluss seines Studiums im März 2013 wurde der ungedraftete Stürmer von den Ottawa Senators aus der National Hockey League (NHL) verpflichtet. Dort kam er bis zu Ende der Spielzeit 2014/15 ausschließlich für deren Farmteam, die Binghamton Senators, in der American Hockey League (AHL) zum Einsatz. Auch in der Saison 2015/16, in der er sein NHL-Debüt für Ottawa feierte, war Robinson hauptsächlich für Binghamton aktiv. Nachdem er dort auch die erste Hälfte des Spieljahres 2016/17 verbracht hatte, wurde er gemeinsam mit Zack Stortini und einem Siebtrunden-Wahlrecht im NHL Entry Draft 2017 zu den San Jose Sharks transferiert. Diese schickten im Gegenzug Tommy Wingels nach Ottawa. Im Franchise der San Jose Sharks kam der Angreifer für das Farmteam San Jose Barracuda zum Einsatz.
Nach der Saison wurde Robinsons Vertrag in San Jose jedoch nicht verlängert, sodass er sich im Juli 2017 als Free Agent den Winnipeg Jets anschloss. Im Juli 2018 unterzeichnete er in gleicher Weise einen Zweijahresvertrag bei den Calgary Flames, der um ein Jahr verlängert wurde, ehe er im Juli 2021 zu den Anaheim Ducks wechselte. In gleicher Weise schloss er sich im Juli 2022 den Chicago Blackhawks an. Hauptsächlich spielte er aber weiterhin in der AHL, sodass er seiner Karriere im September 2023 mit dem Wechsel zum HK Traktor Tscheljabinsk aus der Kontinentalen Hockey-Liga (KHL) einen neuen Impuls verlieh.

## Karrierestatistik
Stand: Ende der Saison 2023/24
(Legende zur Spielerstatistik: Sp oder GP = absolvierte Spiele; T oder G = erzielte Tore; V oder A = erzielte Assists; Pkt oder Pts = erzielte Scorerpunkte; SM oder PIM = erhaltene Strafminuten; +/− = Plus/Minus-Bilanz; PP = erzielte Überzahltore; SH = erzielte Unterzahltore; GW = erzielte Siegtore; 1 Play-downs/Relegation; Kursiv: Statistik nicht vollständig)